# Tipula (Pterelachisus) malaisei
Tipula (Pterelachisus) malaisei is een tweevleugelige uit de familie langpootmuggen (Tipulidae). De soort komt voor in het Palearctisch gebied.